# Harry Potter and the Chamber of Secrets (filme)
Harry Potter and the Chamber of Secrets (no Brasil, Harry Potter e a Câmara Secreta; em Portugal, Harry Potter e a Câmara dos Segredos) é um filme de fantasia e aventura britânico-americano dirigido por Chris Columbus e distribuído pela Warner Bros. Pictures. Ele é baseado no romance homônimo por J. K. Rowling. O longa, que é o segundo na franquia de filmes Harry Potter, foi escrito por Steve Kloves e produzido por David Heyman. A história se inicia com o segundo ano de Harry Potter em Hogwarts. Antes de sair da gerência da escola, o cofundador Salazar Slytherin deixou uma Câmara Secreta, que pode ser aberta apenas por seu herdeiro. A câmara é aberta libertando um monstro que tenta matar alunos nascidos trouxas.
Antes mesmo do lançamento de Harry Potter e a Pedra Filosofal, o diretor de arte britânico Stuart Craig já estava na preparação de pontos importantes da pré-produção de Chamber of Secrets. A produção do filme iniciou em novembro de 2001, com as primeiras filmagens sendo da segunda unidade. Logo depois a fotografia principal iniciou-se em Surrey, Inglaterra. O filme é estrelado por Daniel Radcliffe como Harry Potter, ao lado de Rupert Grint e Emma Watson como os melhores amigos de Harry, Rony Weasley e Hermione Granger respectivamente. O elenco também conta com Richard Harris na sua última aparição no cinema como Alvo Dumbledore, e também com Maggie Smith, Robbie Coltrane, Alan Rickman e Ian Hart.
Em 3 de novembro de 2002, a Warner Bros. transmitiu pela Internet a festa da ante-estreia mundial do filme. Em 15 de novembro de 2002 foi lançado nos cinemas do Reino Unido e nos da América do Norte e 21 de novembro de 2002 nos circuito brasileiro. O filme teve avaliações positivas da critica especializada, porém muitos criticaram negativamente o tempo de duração, dizendo que deram muito oportunidade ao texto de Rowling, fazendo com que "impedisse a criatividade". Nas bilheterias foi muito bem recebido, fazendo mais de US$ 878 milhões em todo o mundo, ficando entre as 50 maiores bilheterias do cinema de todos os tempos. É o sétimo filme de maior bilheteria da franquia Harry Potter. Foi nomeado para três BAFTA Film Awards em 2003.

## Enredo
Harry Potter passa o verão com os Dursley sem receber cartas de seus amigos de Hogwarts. Em seu quarto, Harry conhece Dobby, um elfo doméstico que o avisa que um perigo tomará forma se ele retornar à Hogwarts. Dobby revela que interceptou as cartas de seus amigos e destrói um bolo para impedir seu retorno à escola. Os Dursley trancam Harry, mas Rony Weasley e seus irmãos gêmeos mais velhos, Fred e Jorge, o resgatam no Ford Anglia voador de Arthur Weasley, pai deles.
Enquanto compram o material escolar para o ano que está para começar, Harry e os Weasley encontram Rúbeo Hagrid e Hermione Granger no Beco Diagonal. Eles participam de uma sessão de autógrafos com o famoso bruxo Gilderoy Lockhart, que anuncia que será o novo professor de Defesa Contra as Artes das Trevas em Hogwarts. Durante um pequeno confronto com Draco Malfoy, Harry conhece seu pai, Lúcio, que discretamente coloca um livro nos pertences de Gina Weasley, a irmã mais nova de Rony, que apenas Harry nota, mas não menciona isso a ninguém. Quando Harry e Rony são misteriosamente impedidos de entrar na Plataforma 9 ¾, eles voam para Hogwarts no Ford Anglia. Eles colidem com o Salgueiro Lutador na chegada, e a varinha de Rony acaba quebrando. Ambos evitam uma expulsão por pouco quando a professora McGonagall lhes dá apenas uma detenção.
Durante sua detenção, que consiste em ajudar Lockhart a responder as cartas dos fãs, Harry ouve estranhas vozes e depois encontra a gata do zelador Argo Filch, Madame Nora, petrificada, junto com uma mensagem escrita em sangue anunciando que a Câmara Secreta foi aberta. McGonagall em sua aula explica que um dos fundadores de Hogwarts, Salazar Slytherin, supostamente construiu uma Câmara Secreta colocando um monstro dentro que somente seu herdeiro poderá controlá-lo, capaz de expurgar a escola de estudantes de origem Trouxa. Harry e Rony suspeitam que Malfoy é o herdeiro, então Hermione sugere que eles o questionem disfarçados usando a Poção Polissuco. Eles utilizam o banheiro abandonado das meninas assombrado pela Murta-Que-Geme, como um laboratório improvisado para preparar a poção.
Quando Harry consegue se comunicar com uma cobra durante o Clube dos Duelos, a escola passa a acreditar que ele é o herdeiro de Slytherin. No dia de Natal, Harry e Rony, disfarçados de Crabbe e Goyle pela Poção Polissuco, descobrem que Malfoy não é o herdeiro, mas Malfoy menciona que seu pai lhe disse que uma garota morreu quando a Câmara foi aberta pela última vez, cinquenta anos atrás. Harry encontra um diário encantado de propriedade do ex-aluno de Hogwarts Tom Riddle. Ao abri-lo, vê um flashback de cinquenta anos antes, onde Riddle acusa Hagrid, até então estudante, de abrir a Câmara. Quando o diário é roubado e Hermione é encontrada petrificada, Harry e Rony questionam Hagrid. Alvo Dumbledore, o Ministro da Magia Cornelio Fudge e Lúcio Malfoy aparecem para levar Hagrid para a prisão de Azkaban, onde ele discretamente diz aos garotos para "seguir as aranhas". Na Floresta Proibida, Harry e Rony encontram a aranha gigante de estimação de Hagrid, Aragogue, que revela a inocência de Hagrid e lhes fornece uma pequena pista sobre o monstro da Câmara.
Uma página de livro na mão de Hermione identifica o monstro como um basilisco, uma serpente gigantesca que instantaneamente mata aqueles que fazem contato visual direto com ela; e petrifica as pessoas que a veem indiretamente. Os funcionários da escola descobrem que Gina foi levada para a Câmara e convencem Lockhart a salvá-la. Harry e Ron encontram Lockhart, exposto como uma fraude, planejando fugir; sabendo que a Murta foi a garota que o basilisco matou, eles o levam ao banheiro e encontram a entrada da Câmara. Uma vez lá dentro, Lockhart usa a varinha quebrada de Ron contra eles, mas  acaba apagando sua própria memória e causando um desmoronamento.
Harry entra na Câmara sozinho e encontra Gina inconsciente, vigiada por Riddle, que revela que usou o diário para manipular Gina e reabrir a Câmara. Quando Riddle cria o anagrama para sua nova identidade futura, "Tom Servolo Riddle - I Am Lord Voldermort (Eis Lord Voldemort)", Harry percebe que o próprio Riddle é o herdeiro de Slytherin e a verdadeira identidade de Voldemort. Harry expressa lealdade a Dumbledore, e em seguida Fawkes, a fênix, aparece com o Chapéu Seletor, fazendo com que Riddle convoque o basilisco. Fawkes cega o basilisco, permitindo que Harry olhe diretamente para ele sem ser morto ou petrificado. O Chapéu Seletor eventualmente produz uma espada, com a qual Harry batalha e mata o basilisco, embora ele seja ferido por uma de suas presas.
Harry derrota Riddle e revive Gina apunhalando o diário com a presa do basilisco que o feriu. As lágrimas de Fawkes o curam e ele retorna à Hogwarts com seus amigos e um confuso Lockhart. Dumbledore os elogia e ordena a libertação de Hagrid. Dumbledore mostra a Harry que a espada que ele empunhava era a própria espada de Godric Gryffindor, e diz que ele é diferente de Voldemort porque ele escolheu Grifinoria em vez de Sonserina. Harry acusa Lúcio, o mestre de Dobby, de colocar o diário no caldeirão de Gina e o engana para libertar Dobby. As vítimas do basilisco são curadas, Hermione se reúne com Harry e Rony no salão comunal, e Hagrid é libertado de Azkaban, se emocionando com os aplausos de todos em Hogwarts.
Em uma cena pós-créditos, Lockhart é visto em uma camisa de força, tendo publicado um novo livro, intitulado Quem sou eu?

## Elenco
Ver também: Elenco nos filmes de Harry Potter
- Daniel Radcliffe como Harry Potter.
- Rupert Grint como Ronald "Rony" Weasley, melhor amigo de Harry.
- Emma Watson como Hermione Granger, bruxa nascida Trouxa e melhor amiga de Harry.
- Kenneth Branagh como Gilderoy Lockhart, um autor famoso e novo professor de Defesa Contra as Artes das Trevas.
- John Cleese como Nick-Quase-Sem-Cabeça, o fantasma de Grifinoria.
- Robbie Coltrane como Rúbeo Hagrid, o amigo meio gigante de Harry, guarda-caça em Hogwarts.
- Richard Griffiths como Válter Dursley, o tio Trouxa de Harry.
- Richard Harris como Alvo Dumbledore, o diretor de Hogwarts.
- Jason Isaacs como Lúcio Malfoy, um antigo Comensal da Morte e pai de Draco.
- Alan Rickman como Severo Snape, o professor de Poções e chefe da casa de Sonserina em Hogwarts.
- Fiona Shaw como Petúnia Dursley, a tia Trouxa de Harry.
- Maggie Smith como Minerva McGonagall, a professora de Transfiguração, chefe da casa de Grifinoria e vice-diretora de Hogwarts.
- Julie Walters como Molly Weasley, a matriarca da família Weasley.
- Warwick Davis como Filio Flitwick, o professor de Feitiços e chefe da casa de Corvinal em Hogwarts.
- Tom Felton como Draco Malfoy, aluno da Slytherin e rival de Harry.
- Shirley Henderson como Murta-Que-Geme, o fantasma de uma antiga aluna morta no banheiro feminino da escola.
- Gemma Jones como Madame Pomfrey, a curandeira-chefe da ala hospitalar de Hogwarts.
- Miriam Margolyes como Pomona Sprout, a professora de Herbologia e chefe da casa de Lufa-Lufa em Hogwarts.
- Mark Williams como Arthur Weasley, o patriarca da família Weasley e empregado do Ministério da Magia.
- Bonnie Wright como Gina Weasley, a caçula dos Weasley.

Toby Jones empresta a voz para o elfo doméstico Dobby, enquanto Julian Glover empresta a voz para Aragogue, a acromântula de Hagrid. David Bradley e Harry Melling retornam aos papéis de Argo Filch e Duda Dursley, respectivamente. Robert Hardy interpreta o Ministro da Magia, Cornelio Fudge. Os estudantes de Hogwarts são interpretados por Sean Biggerstaff, Alfie Enoch,Joshua Herdman, Matthew Lewis, Hugh Mitchell, Devon Murray, James Phelps, Oliver Phelps, Edward Randell, Chris Rankin, Jamie Waylett e Luke Youngblood como Olívio Wood, Dino Thomas, Gregório Goyle, Neville Longbottom, Colin Creevey, Simas Finnigan, Fred e Jorge Weasley, Justino Finch-Fletchley, Percy Weasley, Vincente Crabbe e Lino Jordan respectivamente. Leslie Phillips interpreta a voz do Chapéu Seletor. Christian Coulson interpreta a versão jovem de Tom Riddle presa no diário.

## Produção

### Cenografia
Durante a produção do primeiro filme, Stuart Craig — que recebeu indicações ao Oscar e ao BAFTA pelo trabalho que realizou no primeiro filme —, já estava na preparação de pontos importantes da pré-produção, isso deu a oportunidade de melhorar a qualidade dos cenários, particularmente o escritório de Dumbledore e a sala de aula de Lockhar e também fez com que tivesse mais tempo para a concepção de novos elementos que não foram vistos em a Pedra Filosofal.

### Filmagens
"Buscamos uma iluminação mais melancólica desta vez. Como a história toma um rumo mais sombrio, queríamos que o filme fosse mais assustador. Era muito importante que o segundo filme mantivesse as características básicas do primeiro, mas sem deixar de ter suas próprias características, pois nesse sentido, Roger deu a este filme um clima que reflete a evolução dos personagens e da história"

— Produtor David Heyman.
A produção de Harry Potter and the Chamber of Secrets começou em 19 de novembro de 2001, apenas três dias após o grande lançamento de a Pedra Filosofal. O diretor Chris Columbus com a intenção de dar uma significativa mudança cinematográfica em relação ao primeiro filme, optou por câmeras de mão para Chamber of Secrets, assim procurando o máximo de liberdade de movimentos. As primeiras três semanas de filmagens consistia principalmente nas de segunda unidade, com cenas que posteriormente receberiam trabalhos mais caprichosos de efeitos especiais na pós-produção, principalmente as cenas do carro voador. Em seguida, a fotografia de primeira unidade, iniciou-se em Surrey, Inglaterra, para as filmagens no número quatro da Rua dos Alfeneiros, Little Whinging, para cenas que ocorrem na casa dos Dursley. As filmagens externas continuaram, agora na Ilha de Man e em vários lugares da Grã-Bretanha. Outros locais foram filmados na Inglaterra, incluindo o Expresso de Hogwarts em conjunto da estação de King's Cross e a Plataforma Nove e Meia.
Os estúdios Warner Bros Leavesden, em Londres fez várias cenas de Hogwarts, e envolveu a construção de diversos cenários novos, sendo o maior deles a própria Câmara Secreta. A Câmara é de longe o maior cenário do filme, superando até mesmo o Grande Hall. O estúdio anteriormente foi uma grande fábrica de aeronaves, porém o lugar mais alto dentro dele tem apenas nove metros de altura. Poderiam ter obtido uma altura maior através de efeitos visuais, mas em vez disso optaram por construir para baixo, para obter um efeito de profundidade. O resultado é uma Câmara que aparenta ter centenas de metros de altura e ser um lugar alagado. Na realidade, a água tem apenas uns 30 centímetros de profundidade e foi tingida de preto para dar a impressão de grande profundidade.

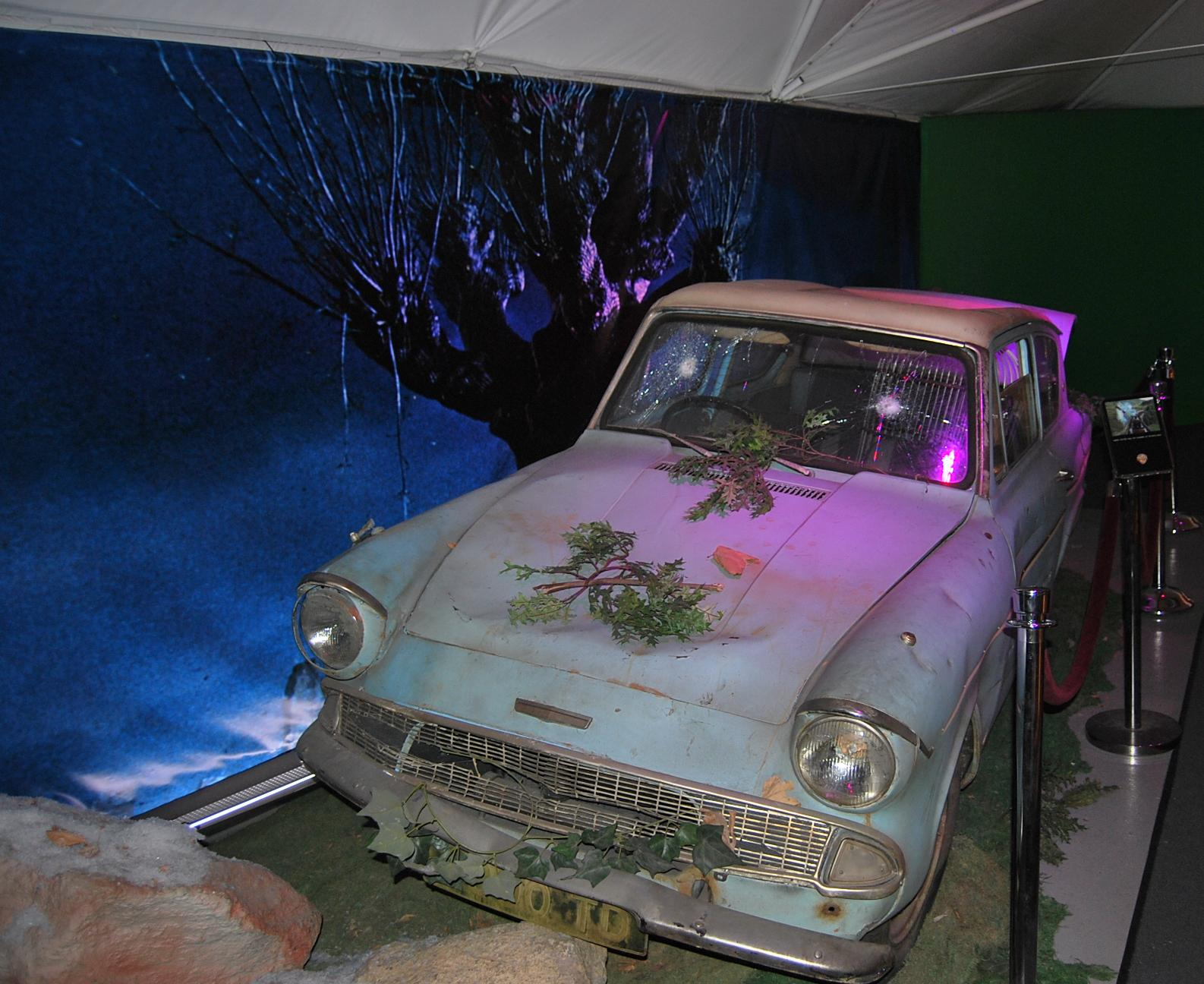
O Ford Anglia voador, usado no filme

O carro voador, o Ford Anglia azul é o mesmo carro citado na obra original de JK Rowling. Ele foi projetado pelo supervisor de efeitos especiais John Richardson e sua equipe. A produção usou um total de quatorze carros, que decoraram de acordo com as diferentes situações: como no inicio, quando o carro ainda estava novinha e os Fred, Jorge e Rony Weasley roubam para resgatar Harry, passando pela cena em que o carro aterrissa na árvore, e finamente em alta velocidade retorna para salvar os meninos na floresta. Richardson percorreu a Inglaterra em busca de antigos Ford Anglias. "A maioria dos carros que encontramos já não estavam em condições de rodar e muitos deles estavam prestes a serem levados para o ferro-velho, de modo que não destruímos carros de nehuma safra especial!", ressalta ele.
Para Rupert Grint, filmar a seqüência com o carro voador e sua queda no Salgueiro Lutador consistiu numa das melhores experiências da produção de A Câmara Secreta. "Eu amo o Salgueiro Lutador e o fato de que eu tenha que dirigir um carro voador, o que é muito legal. Estar no carro voador foi particularmente estranho, foi como um brinquedo de parque de diversão, foi realmente rápido", conta o ator.
Os famosos claustros da Catedral de Gloucester e o exterior do Castelo de Alnwick foram usada como cenário para a Escola de Hogwarts, embora muitas partes do castelo tenham sido feitas em computação gráfica. A fotografia principal foi totalmente concluída no verão, enquanto o filme passou até o início de outubro, em pós-produção.

### Trilha sonora
The Harry Potter and the Chamber of Secrets Original Soundtrack foi lançado em 12 de novembro de 2002. A trilha foi originalmente programada para ser composta e conduzida inteiramente por John Williams, mas devido a conflitos de agenda com a trilha de Prenda-me se For Capaz de Steven Spielberg, o compositor William Ross foi trazido para adaptar a música de Williams e conduzir as sessões com a Orquestra Sinfônica de Londres, os créditos da trilha sonora foram para os dois.
A trilha sonora foi indicada ao Grammy Award de Melhor Trilha Sonora em 2003. Ele entrou na Billboard 200 em 81° posição e também alcançou o quinto no Top Soundtracks. No Japão, o álbum foi certificado ouro pelo RIAJ por mais de 100 mil cópias enviadas para as lojas.
Devido aos acontecimentos que ocorrem em Harry Potter and the Chamber of Secrets, os efeitos sonoros do filme foram mais caros do que no primeiro filme. Designer de som e co-supervisor de edição Randy Thom retornou para a sequência usando o software Pro Tools para concluir o trabalho, que incluiu as concepções iniciais feitas em Skywalker Sound, na Califórnia, e outros trabalhos feitos em Shepperton Studios, na Inglaterra.

## Distribuição

### Marketing
Filmagens do filme começaram a aparecer online no verão de 2002, e também com um trailer teaser estreando nos cinemas com o lançamento do Scooby-Doo. Um vídeo game baseado no filme foi lançado em novembro de 2002 pela Electronic Arts para vários consoles, incluindo GameCube, PlayStation 2 e Xbox. No Brasil, foi lançado primeiramente o jogo para computador, também antes do lançamento do filme, em 8 de novembro de 2002. O filme também continuou o sucesso de merchandising definido pelo seu antecessor, com Lego Câmara Secreta.

### Nos cinemas
O filme estreou no Reino Unido em 3 de novembro de 2002 e nos Estados Unidos e no Canadá em 14 de novembro 2002, no Brasil em 21 de novembro de 2002, antes de sua grande lançamento internacional em 15 de novembro, um ano após Pedra Filosofal. A Warner transmitiu pela Internet a festa da pré-estreia mundial de Harry Potter e a Câmara Secreta. O evento aconteceu em 3 de novembro. Os fãs acompanhou a chegada do elenco e membros da equipe técnica ao Cineplex Odeon, em Londres, onde o filme foi exibido pela primeira vez.

### Home video
O filme foi originalmente lançado no Reino Unido, EUA e Canadá em 11 de abril de 2003 em VHS e em um edição especial com dois-disco DVD, que incluiu entrevistas e cenas estendidas e excluídas. Este DVD possui um total 18 minutos de filmagens que foram excluídas na edição final da adaptação para o cinema. A primeira cena foi a festa de 500 anos da morte de Nick Quase Sem Cabeça, o fantasma oficial da Grifinória. A outra, foi a cena de Draco e seu pai na loja Bourgin & Burkes de artigos para artes das trevas, cortada por introduzir muito cedo Lucius Malfoy no filme e tirar a força da cena seguinte, na loja Floreios e Borrões.
Em 11 de dezembro de 2007, o filme em versão Blu-ray foi lançada. Uma edição final do filme foi lançada em 8 de dezembro de 2009, com novas imagens, uma versão estendida do filme com outras cenas que foram deletadas.

## Recepção

### Bilheteria
Harry Potter ea Câmara Secreta quebrou muitos recordes desde o seu lançamento. Nos cinemas norte-americanos, o filme começou com 88,4 milhões de dólares em seu primeiro fim de semana em 3.682 cinemas, com 8.515 telas nos Estados Unidos, foi a terceiro melhor estreia, ficando atrás apenas dos US$ 114,8 milhões de Homem-Aranha, e dos US$ 90,3 milhões de Harry Potter e a Pedra Filosofal. Ele também conseguiu ficar na primeira posição nas bilheterias durante duas semanas não-consecutivas. No Reino Unido, o filme quebrou recordes de estreia que pertenciam anteriormente a Pedra Filosofal. O longa arrecadou 18,9 milhões de libras esterlinas durante sua abertura. Ele acabou fazendo 54,8 milhões de libras no Reino Unido; até agora, é o maior número na região.
O filme arrecadou um total de 879 milhões de dólares em todo o mundo, o que fez se tornar o quinto filme de maior bilheteria de todos os tempos.
Foi o segundo filme de maior bilheteria do ano de 2002 em todo o mundo, atrás de O Senhor dos Anéis: As Duas Torres e o quarto nos Estados Unidos e no Canadá também neste ano, com 262 milhões dólares americanos por trás de Homem-Aranha, O Senhor dos Anéis: As Duas Torres e Star Wars Episódio II: Ataque dos Clones.

### Crítica
O filme recebeu avaliações positivas dos críticos especializados e atualmente mantém o certificado "Fresh" de aprovação, com a classificação de 82% no Rotten Tomatoes (o quinto filme da série Harry Potter melhor qualificado no site), e uma pontuação de 63/100 no Metacritic que representa "críticas geralmente favoráveis" (pior nota entre os filmes da série no site). Roger Ebert chamou a Câmara Secreta de "um filme fenomenal" e deu a maior nota de 4 estrelas, elogiando principalmente a cenografia. Entertainment Weekly elogiou o filme por ser melhor e mais escuro do que seu antecessor: "...e entre as coisas que este 'Harry Potter' faz muito bem de fato é aprofundar a atmosfera escura e aterrorizante para o público. Isto é como deveria ser: a história de Harry deve ser mais escura". Richard Roeper elogiou a direção e a fidelidade do filme ao livro, dizendo que "Chris Columbus, o diretor, faz um maravilhoso trabalho fiel a história original, mas também traz uma era cinematográfica". Variety disse que o filme era excessivamente longo, mas elogiou-o por ser mais escuro e mais dramático, dizendo que possui uma vida própria para além dos livros, e que isso era algo que Pedra Filosofal não alcançou. A.O. Scott, do New York Times disse que "em vez de sentir agitação, senti-me maltratado e desgastado, mas, no final, também muito decepcionado."
Marcelo Hessel do site brasileiro Omelete relatou que deve se tentar para os deslizes da adaptação e das limitações do texto de JK Rowling, e que não se tratava de discutir as atuações do trio protagonista. "Um garoto de doze anos que precisa decorar diálogos e ainda contracenar com marcações cênicas (objetos que serão substituídos por personagens virtuais) não merece ser criticado, por mais que o resultado beire a canastrice", ressalta ele. Peter Travers da Rolling Stone condenou o filme por ser muito longo e muito fiel ao livro: "Mais uma vez, o diretor Chris Columbus tem uma abordagem humilde para Rowling, que impede a criatividade e fazendo que o filme se arraste por quase três horas". Kenneth Turan do Los Angeles Times chamou o filme de clichê e que é um "deja vu, é provável que o que você achou da primeira produção — seja a favor ou contra — pensaria novamente".

### Prêmios
O filme foi indicado para três prêmios BAFTA. Estes foram para a Realização em Efeitos Visuais, Som e Melhor Design de Produção. O filme foi indicado a seis Saturn Awards em 2003 e em 2004 por o seu lançamento em DVD.